# Hanle
Hanle est un village du territoire du Ladakh, en Inde. C'est le site du Monastère de Hanle (ou Hanle Gompa), datant du XVIIe siècle, monastère de la lignée drukpa kagyu, branche du bouddhisme tibétain. Il est situé dans la vallée de Hanle, sur un branchement ancien de l'ancienne route d'échanges, Ladakh - Tibet. La vallée compte environ un millier de personnes, dont à peu près 300 dans le village de Hanle.
Le village de Hanle abrite L'Observatoire astronomique indien (Indian Astronomical Observatory (en) - IAO), une station astronomique de haute altitude gérée par l'Institut indien d'astrophysique. Situé à 4 517 m d'altitude, c'est le site le plus élevé du monde à accueillir un télescope à imagerie Tcherenkov atmosphérique (MACE (en)).
En décembre 2022, Hanle et ses environs sont devenus la première réserve de ciel étoilé de l'Inde.
Sengge Namgyal est mort en 1642 à Hanle, à son retour d'une expédition contre les Mongols, dirigés par le Qoshot, Güshi Khan, qui occupaient les provinces tibétaines de l'Ü et du Tsang et menaçaient le Ladakh.